# The Click
The Click è un singolo del gruppo musicale Good Charlotte, uscito il 12 Ottobre 2001 estratto dall'album di debutto Good Charlotte.

## Video musicale
Il video è stati diretto da Michael Gracey.

## Tracce
1. The Click – 3:33